# Gaius Appuleius Diocles
Dit overzicht is mogelijk incompleet; u kunt helpen door het uit te breiden.
Gaius Appuleius Diocles (104-na 146) was een wagenmenner uit het oude Rome. Hij was van Romeins-Hispanische afkomst, meer bepaald uit Lusitania (het hedendaagse Portugal en deels Spanje. Augusta Emerita/Merida in Spanje was de hoofdstad). Vanaf de leeftijd van 18 jaar begon hij te rijden voor het witte team. Na zes jaar, toen hij 24 jaar was, wisselde hij naar het groene team. Na drie jaar voor het groene team gereden te hebben, wisselde hij uiteindelijk naar het rode team. Hij bleef voor dit team rijden tot hij 42 jaar oud was. Overgebleven informatie toont dat hij 1.462 races won van de 4.257 waarin hij meedeed. Zijn carrière was ongewoon lang voor een wagenmenner: de meesten stierven al op jonge leeftijd.
Volgens Peter Struck van de Universiteit van Pennsylvania verdiende hij hiermee in totaal bijna 36 miljoen sestertiën. Met dit hele bedrag had hij twee maanden lang de salarissen van het volledige Romeins leger in zijn grootste omvang kunnen betalen. Hiermee was hij de best betaalde sporter ooit.